# Борове (Багратіоновський район)
Борове (рос. Боровое) — селище Багратіоновського району, Калінінградської області Росії. Входить до складу Гвардійського сільського поселення.
Населення — 22 особи (2015 рік).

## Географія
Селище розташоване за 5 км від районного центру — міста Багратіоновська, 39 км від обласного центру — міста Калінінграда та 1083 км від Москви.

## Історія
Мало назву Бекартен, Мелонкейм та Рормюле до 1946 року.

## Населення
За даними перепису 2010 року, у селі мешкало 22 осіб, з них 11 (50,0 %) чоловіків та 11 (50,0 %) жінок. Згідно з переписом 2002 року, у селі мешкало 26 осіб, з них 14 чоловіків та 12 жінок.